# Acrotriche depressa
Acrotriche depressa is een soort uit de heidefamilie (Ericaceae). Het is een altijdgroene overblijvende dwergstruik, die voorkomt in Zuid-Australië. De soort komt van nature voor in zandige, leemachtige of vochtige zware kleibodems.
De bladeren zijn olijfgroen en 0,5 centimeter lang. De groenachtige buisvormige bloemen zijn 0,3 centimeter lang en groeien in dichte trossen van 2 tot 3 centimeter. De eetbare bessen zijn sappig en hebben een roze tot donkerpaarse kleur. 